# Scatopse californica
Scatopse californica är en tvåvingeart som först beskrevs av Cole 1912.  Scatopse californica ingår i släktet Scatopse och familjen dyngmyggor. Inga underarter finns listade i Catalogue of Life.